# Tollef Østvang

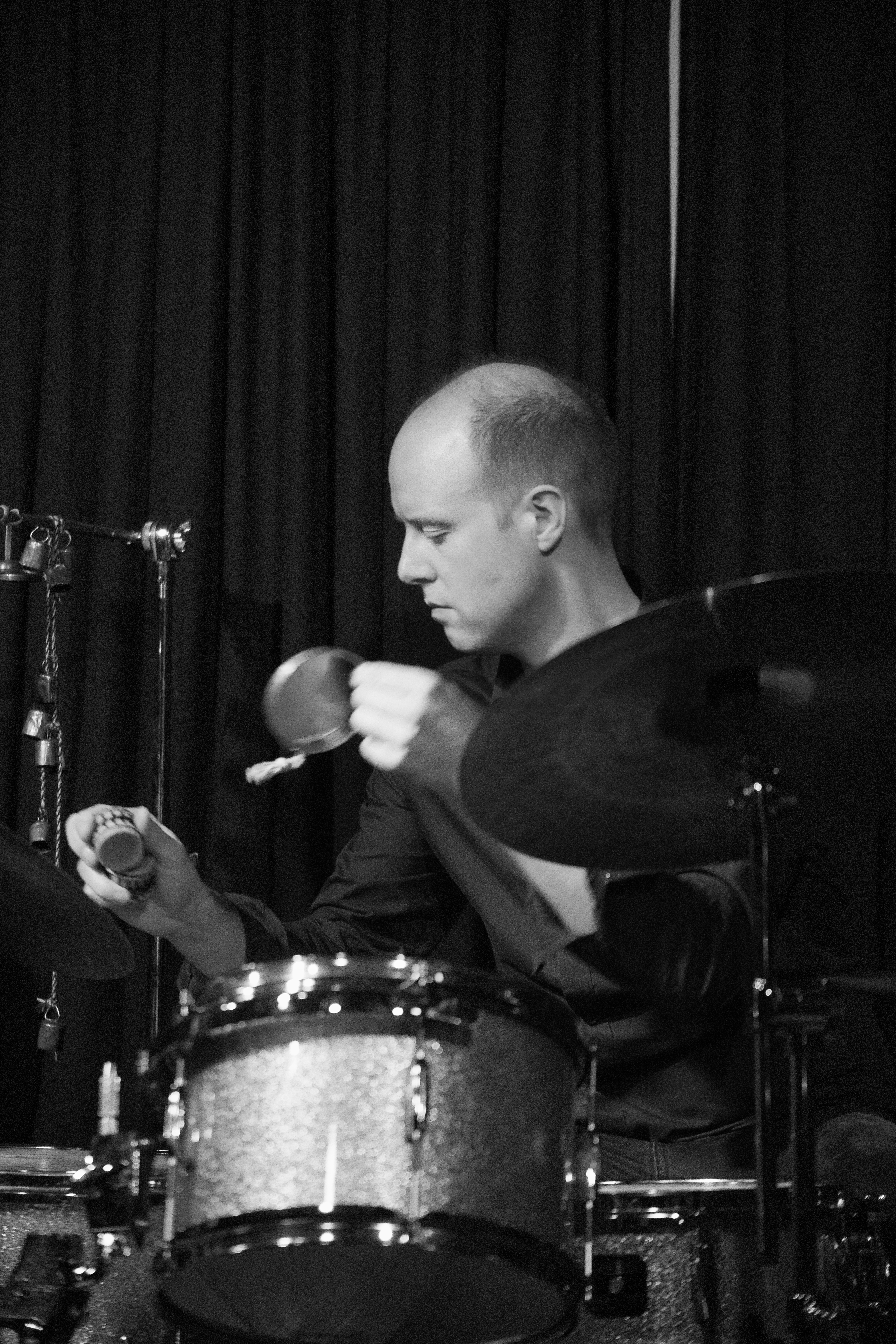
Tollef Østvang mit Trevor Watts und John Edwards im Club W71, 2023

Tollef Østvang (* 1985 in Røros) ist ein norwegischer Jazz- und Improvisationsmusiker (Schlagzeug).
Østvang spielte in seinem Heimatland zunächst in der Formation Friends & Neighbors, mit der 2012 erste Aufnahmen entstanden (Hymn for a Hungry Nation, mit Thomas Johansson, Andre Roligheten,  Oscar Gronberg, Jon Rune Strøm). 2014 nahm er im Trio mit Martin Küchen und Jon Rune Strøm für NoBusiness Records das Album Melted Snow auf. Des Weiteren arbeitete er mit Joe McPhee und John Dikeman (Universal Indians), außerdem mit Ab Baars, Ig Henneman, Tobias Delius, Wolter Wierbos, Eric Boeren, Michael Moore, Wilbert de Joode, Dave Rempis, Lasse Marhaug, Josh Berman, Keefe Jackson und Jaap Blonk, 2018 im Duo mit Mars Williams. Østvang lebt in Trondheim.

## Diskographische Hinweise
- All Included: Satan in Plain Clothes (Clean Feed Records, 2014), mit Thomas Johansson, Mats Aleklint, Martin Küchen, Jon Rune Strøm
- Mars Williams / Tollef Østvang: Painted Pillars (Stone Floor Records, 2018)